# Ponco Warno
Ponco Warno is een bestuurslaag in het regentschap Langkat van de provincie Noord-Sumatra, Indonesië. Ponco Warno telt 1888 inwoners (volkstelling 2010).